# Austrocylindropuntia hirschii
Austrocylindropuntia hirschii ist eine Pflanzenart in der Gattung Austrocylindropuntia aus der Familie der Kakteengewächse (Cactaceae). Das Artepitheton hirschii ehrt den deutschen Botaniker Gerhard Hirsch, der gemeinsam mit Werner Rauh am Botanischen Institut Heidelberg arbeitete und diesen 1954 auf seiner Expedition nach Peru begleitete.

## Beschreibung
Austrocylindropuntia hirschii wächst niederliegend und bildet kleine, dichte Matten. Die kugelförmigen bis kurz zylindrischen Triebabschnitte weisen Durchmesser von 2 bis 3 Zentimeter auf. Sie tragen stark verlängerte Höcker. Die darauf befindlichen kleinen Areolen sind zerstreut angeordnet. Die Blattrudimente sind bis zu 5 Millimeter lang. Es sind ein bis drei in der Regel abwärts gerichtete und an der Trieboberfläche anliegende Dornen vorhanden. Ihre Länge beträgt bis zu 1 Zentimeter.
Die roten Blüten sind bis zu 3 Zentimeter lang.

## Verbreitung und Systematik
Austrocylindropuntia hirschii ist in der peruanischen Region Ancash in Höhenlagen von etwa 4000 Metern verbreitet.
Die Erstbeschreibung als Tephrocactus hirschii durch Curt Backeberg wurde 1957 veröffentlicht. Edward Frederick Anderson stellte die Art 1999 in die Gattung Austrocylindropuntia. Ein weiteres nomenklatorisches Synonym ist Opuntia hirschii (Backeb.) G.D.Rowley (1958).
Die Art ist nur ungenügend bekannt.

## Nachweise